# منارة

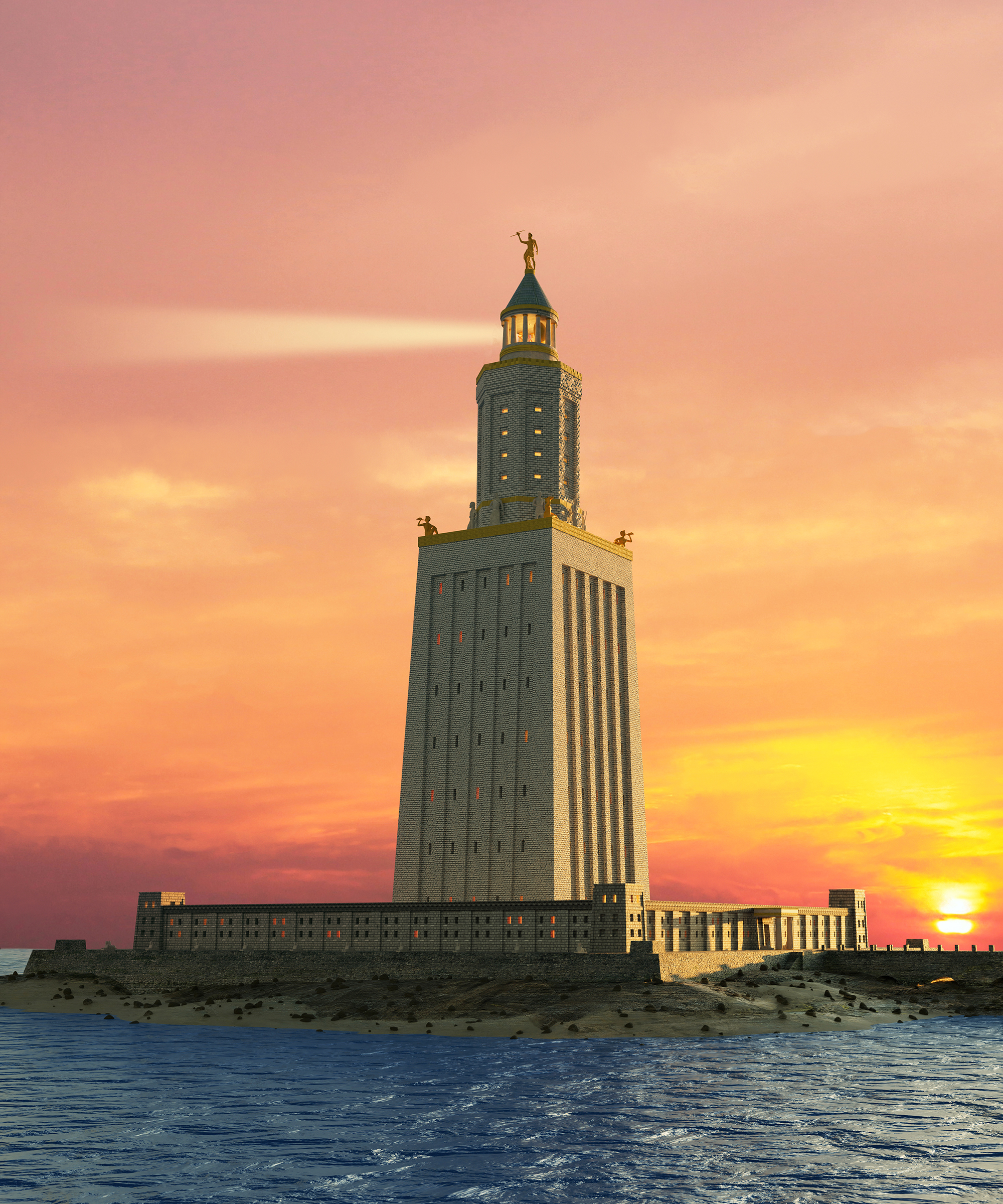
نموذج تصوري لمنارة الإسكندرية.

المنارة أو الفنار هي هيكل معماري مُرتفع مُصمم لإصدار إشارات ضوء  بغرض إرشاد السفن والقوارب عند الإبحار ولمساعدتها على تحديد مواقعها بحريا. تعد المنارة من العناصر الأساسية في نظم الملاحة والتوجيه البحري. وغالبًا ما تكون موضوعة في مواقع استراتيجية مثل السواحل الصخرية أو بالقرب من الشواطئ أو الشعاب المرجانية، حيث تزداد المخاطر على السفن في تلك المناطق.
تاريخيًا، ظهرت المنارات لأول مرة في العصور القديمة وكانت تعد من أقدم وسائل الإرشاد البحرية. في تلك الحقبة، كانت النار تُشعل في قمة أبراج ضخمة مصنوعة من الحجر أو الطين لإصدار الضوء. تُعتبر منارة الإسكندرية، التي شُيدت في القرن الثالث قبل الميلاد، واحدة من عجائب العالم السبع القديمة، ويعتقد أنها من أوائل المنارات في العالم، وكانت مشهورة بسبب ارتفاعها الكبير وتكنولوجيا الإضاءة المتقدمة آنذاك.
مع تقدم الزمن، تطورت المنارات بشكل كبير، حيث أُستبدلت النار بمصابيح كهربائية وأُدرجت تقنيات أكثر حداثة. اليوم، تُستخدم المنارات مصابيح كهربائية عالية الكفاءة، وتستعين بعضها بأنظمة متقدمة مثل : الأضواء ذات الترددات المحددة أو الأضواء الملونة لتوفير إشارة مميزة. وعادةً ما يصاحب الضوء إشارات صوتية، مثل الصفارات أو الأبواق، في حالات الضباب أو الظروف الجوية السيئة. يتسم كل مصباح بحري بنمط ضوء معين يُساعد على تمييز المنارة عن الأخرى. تُعرف هذه الأنماط بنظام «الضوء المتقطع» (الفلاش) أو «الضوء الثابت»، وقد تُستخدم ألوان مختلفة (كالأبيض، الأحمر، أو الأخضر) حسب المنطقة البحرية. علاوة على ذلك، تحتوي بعض المنارات على ميزات إضافية مثل محطات للطقس أو أجهزة اتصال لتوفير المعلومات الملاحية. 
رغم تطور التقنيات الحديثة مثل أنظمة التموضع العالمي، لا تزال المنارات تُستخدم بشكل كبير في بعض المناطق، خاصة في المناطق التي تفتقر إلى تغطية كافية من هذه الأنظمة أو في المياه التي تكون فيها الرؤية منخفضة بسبب الظروف الجوية أو الليل.

## معرض الصور

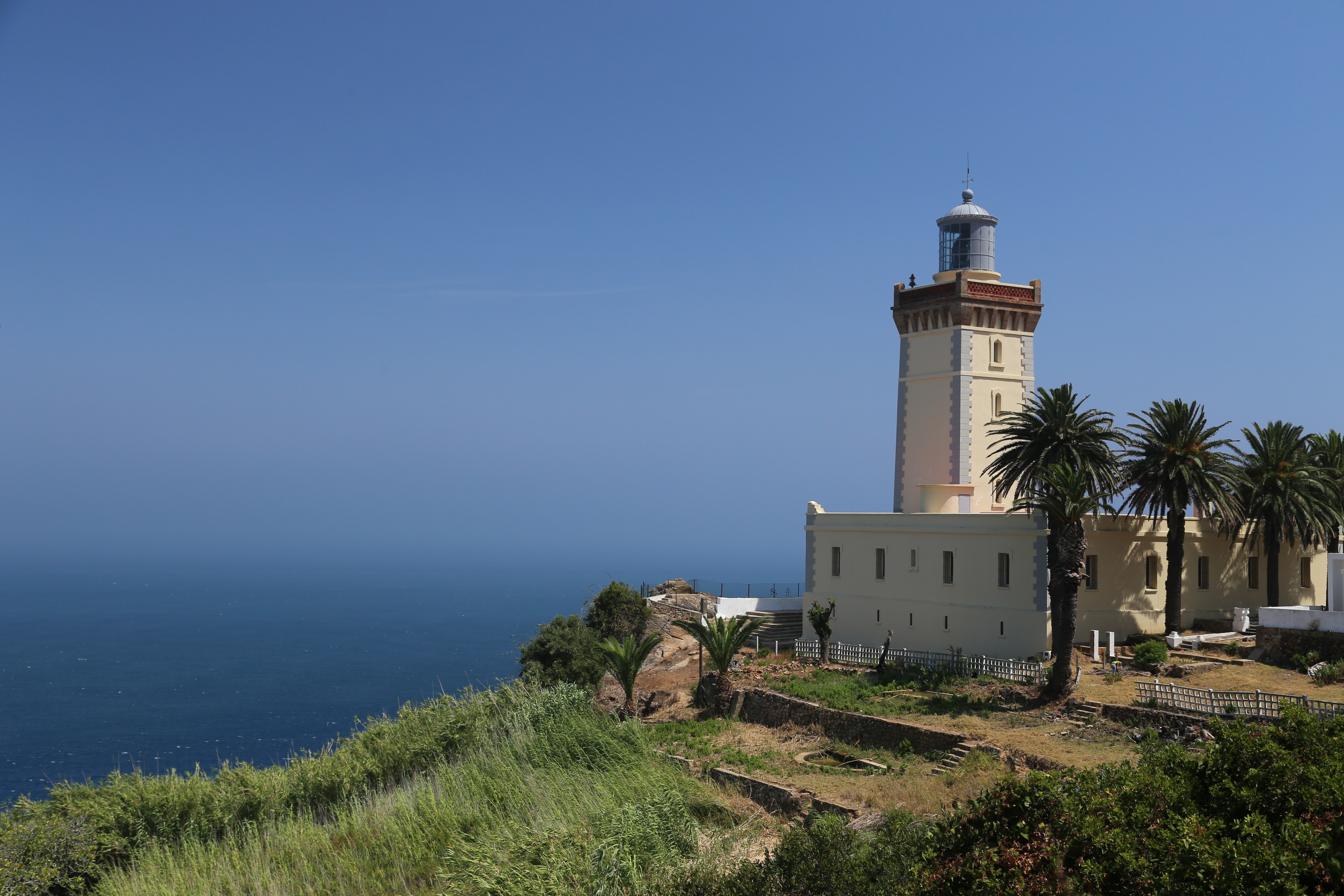
منارة رأس سبارطيل، المغرب
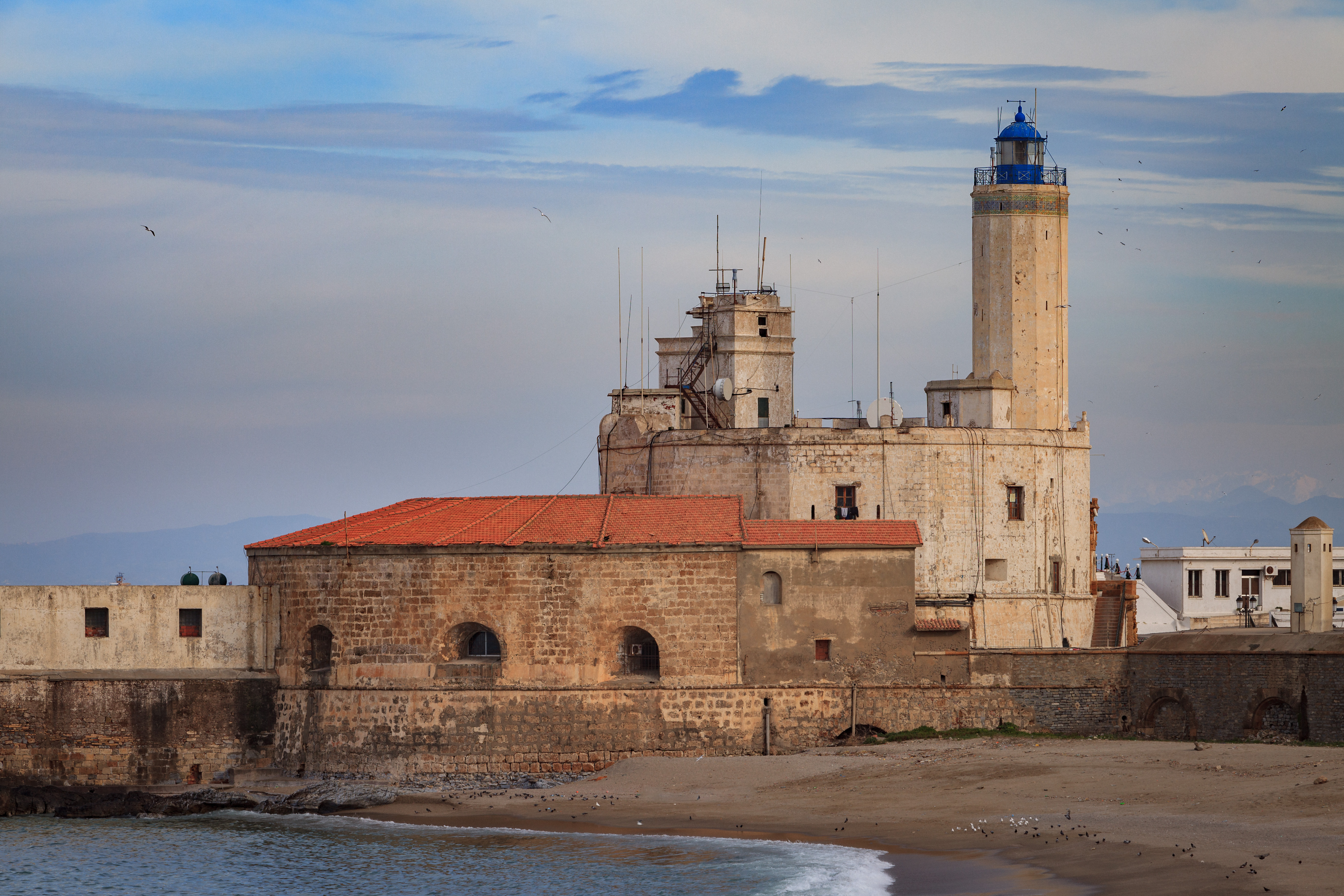
منارة الأميرالية، شُيدت قبل عام 1700م، الجزائر
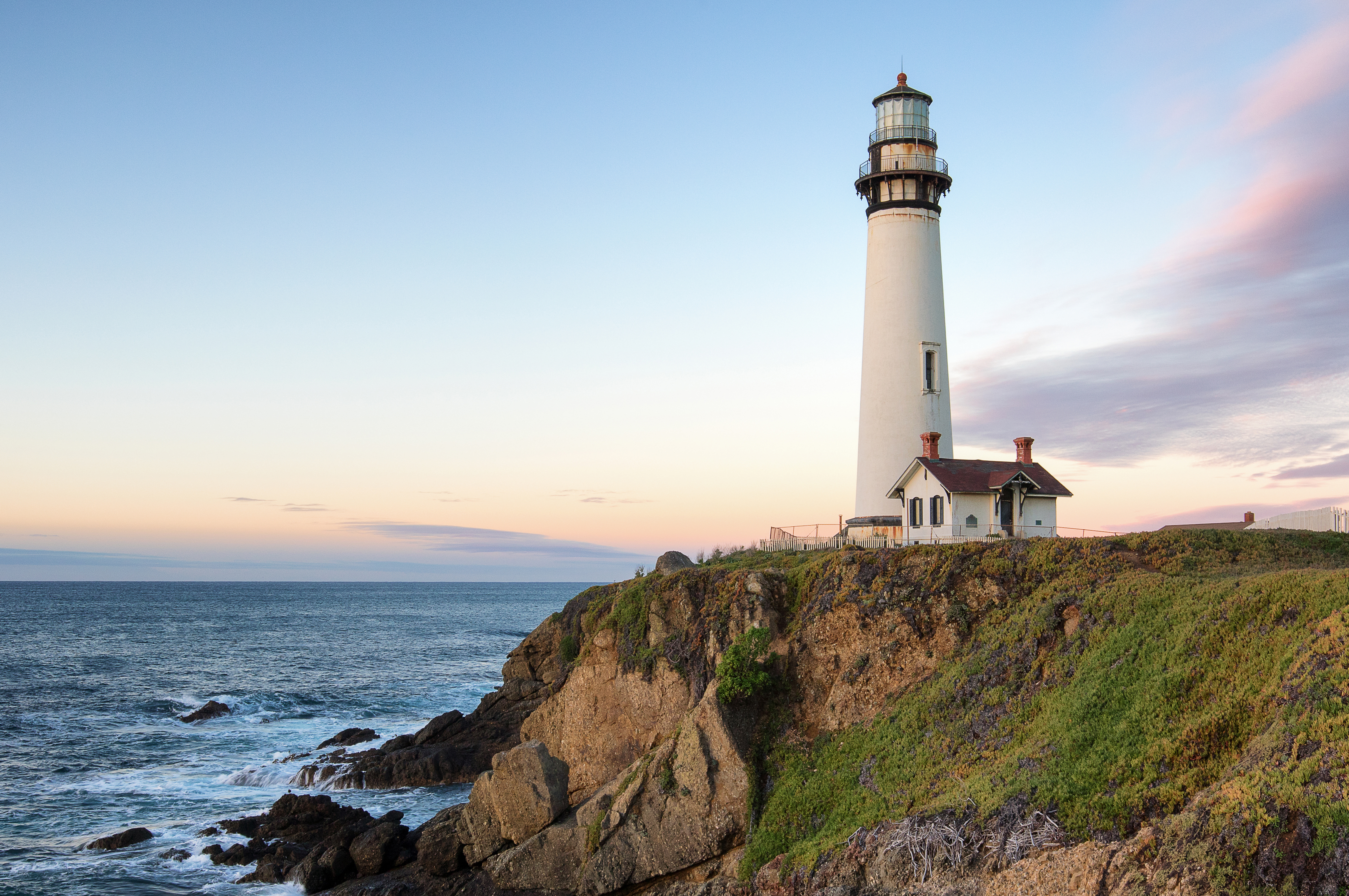
منارة بيجون بوينت، الولايات المتحدة
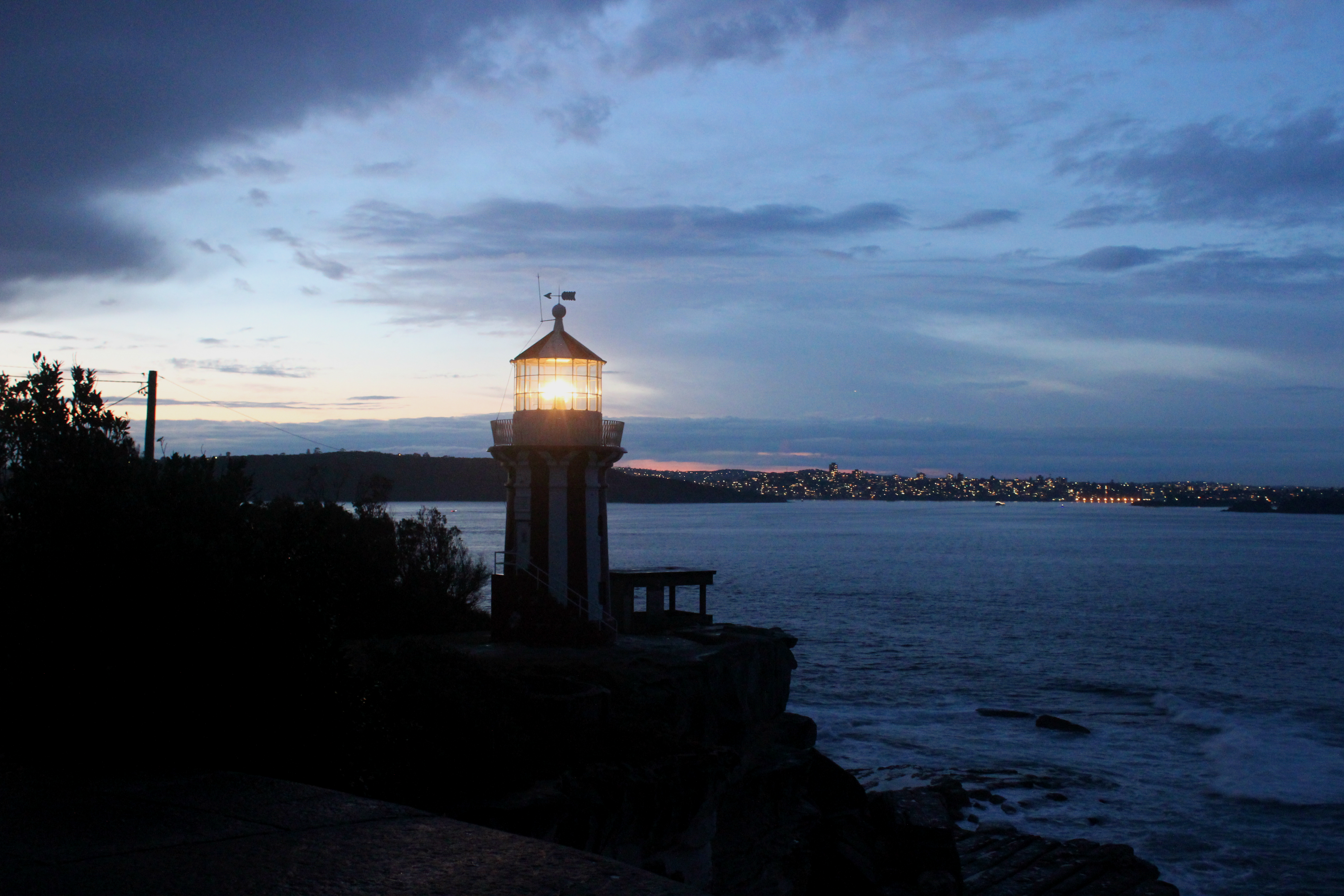
منارة هورنبي، مضيئة ليلا، أستراليا